# 20321 Lightdonovan
20321 Lightdonovan è un asteroide della fascia principale. Scoperto nel 1998, presenta un'orbita caratterizzata da un semiasse maggiore pari a 2,3126451 UA e da un'eccentricità di 0,1176592, inclinata di 4,84777° rispetto all'eclittica.